# Święte Nowaki
Święte Nowaki (pronunciación en polaco: /ˈɕfjɛntɛ nɔˈvakʲi/) es un pueblo ubicado en el distrito administrativo de Gmina Maków, dentro del condado de Skierniewice, voivodato de Łódź, en el centro de Polonia. Se encuentra aproximadamente a 4 kilómetros al oeste de Maków, a 11 kilómetros al oeste de Skierniewice y a 41 kilómetros al noreste de la capital regional, Łódź. 